# Dripetis

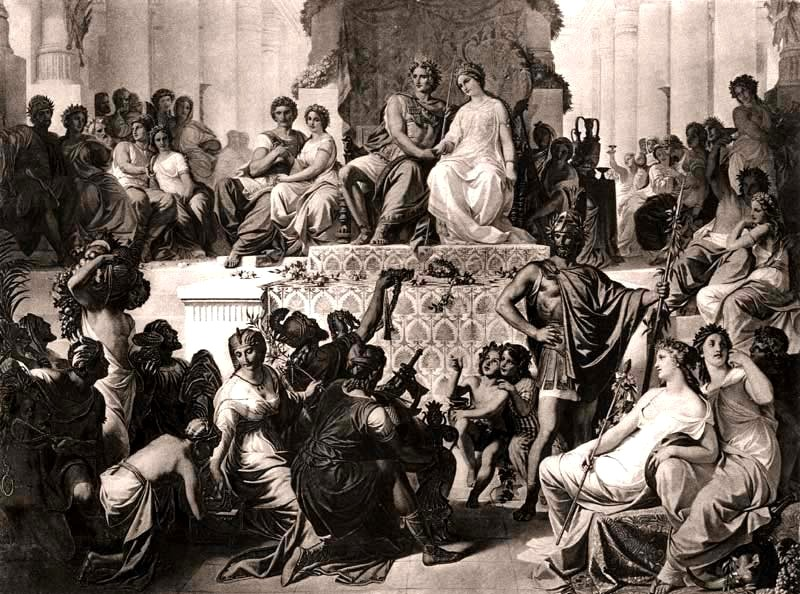
Bodas de Alejandro-Estatira y de Hefestión-Dripetis en Susa.

Dripetis fue una princesa persa, hija menor de Darío III Codomano y de Estatira, la reina consorte. Era hermana de Barsine-Estatira.
Cuando Darío comenzó una campaña militar contra Alejandro Magno, se hizo acompañar de su mujer, de su madre, Sisigambis, de sus dos hijasy su hijo. Después de la batalla de Issos, en 333 a. C., Darío huyó, y su familia fue capturada por las tropas macedonias. Alejandro se reunió personalmente con las mujeres, y prometió dotes para las dos hijas.
Aunque Darío trató repetidamente de rescatar a su familia, Alejandro las conservó con él hasta 331 a. C., año en que las envió a Susa para que aprendieran la lengua griega.
Dripetis se casó con Hefestión, ministro, general, y amigo íntimo de Alejandro, en 324 a. C., enviudando poco después.
Muchos historiadores admiten el relato de Plutarco de que Dripetis fue asesinada en 323 a. C., junto con su hermana, por Roxana, que ya era viuda de Alejandro.